# Idana
Idana es un lugar designado por el censo ubicado en el condado de Clay en el estado estadounidense de Kansas. En el censo de 2020 tenía una población de 54 habitantes y una densidad poblacional de 61,36 habitantes por km². Fue incluido como CDP en el censo de 2020. 

## Geografía
Idana se encuentra ubicado en las coordenadas 39°21′34″N 97°15′58″O / 39.35944, -97.26611. Según la Oficina del Censo de los Estados Unidos,  tiene una superficie total de 0,88 km², todos corresponden a tierra firme.